# Abucay
Abukay è una municipalità di quarta classe delle Filippine, situata nella Provincia di Bataan, nella Regione del Luzon Centrale.
Abukay è formata da 9 baranggay:
- Bangkal
- Calaylayan (Pob.)
- Capitangan
- Gabon
- Laon (Pob.)
- Mabatang
- Omboy
- Salian
- Wawa (Pob.)